# Stenkoraller
Stenkoraller (Scleractinia) är en ordning i klassen koralldjur och underklassen sexstråliga koralldjur. De har polyper som skyddas av ett hårt yttre kalkskelett och är ofta kolonibildande. Stenkoraller har därför stor betydelse för uppbyggnaden av korallrev. 
Bland stenkoraller finns många exempel på koraller som lever i symbios med zooxanteller, små encelliga alger som lever i polyperna och genom sin fotosyntes bidrar till koralldjurens energiförsörjning. Stenkoraller som lever i den här formen av symbios förekommer inte på större djup än att solljus kan nå zooxantellerna, eftersom zooxantellerna behöver solljus för att överleva. Särskilt revbildade stenkoraller i tropiska hav hör till den här gruppen. Det finns dock även en del stenkoraller som saknar zooxanteller, vilka klarar att leva på större djup, på mer skuggade platser och i kallare vatten än stenkoraller med zooxanteller, som ögonkorall.
Utseendet på stenkorallernas kolonier varierar mycket, de kan vara greniga, runda, mer eller mindre knöliga, skivformade eller skorpliknande. Hur olika stenkorallernas kolonier kan se ut visas bland annat av hjärnkoraller och älghornskoraller. Det finns även exempel på stenkoraller som inte bildar kolonier, som svampkoraller och bägarkorall.

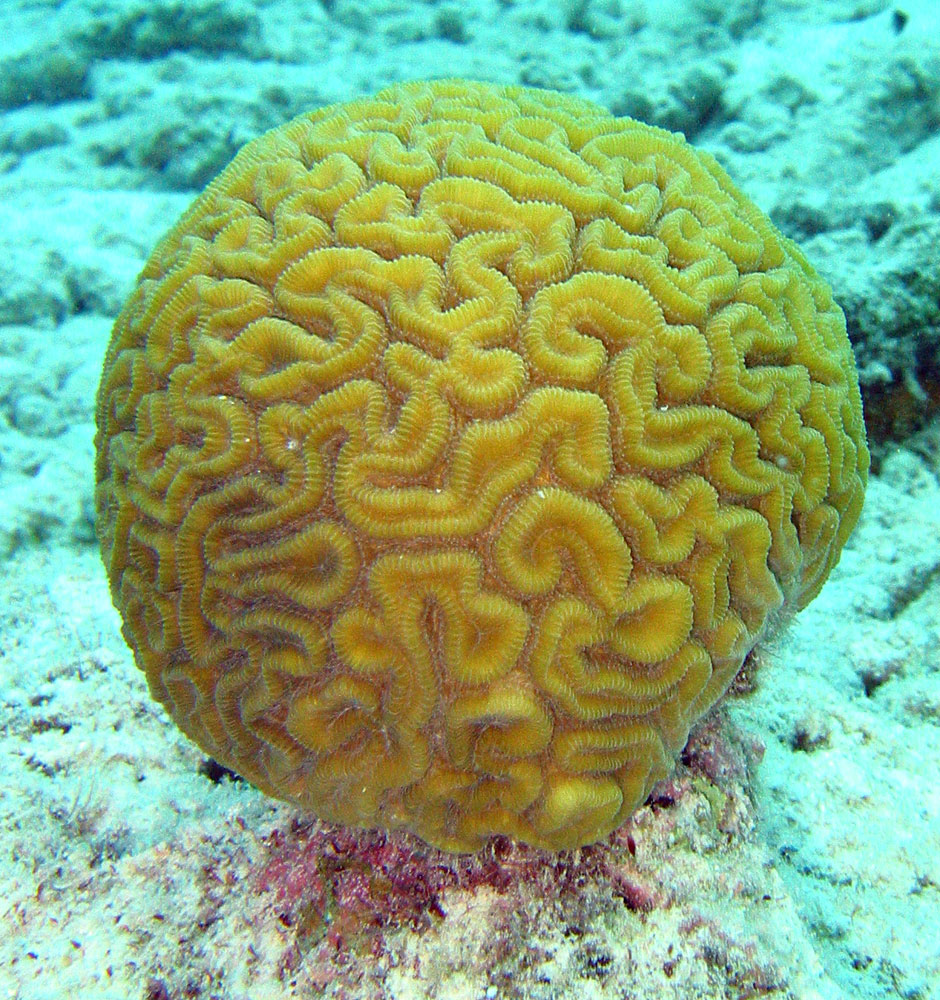
Diploria labyrinthiformis, en hjärnkorall.
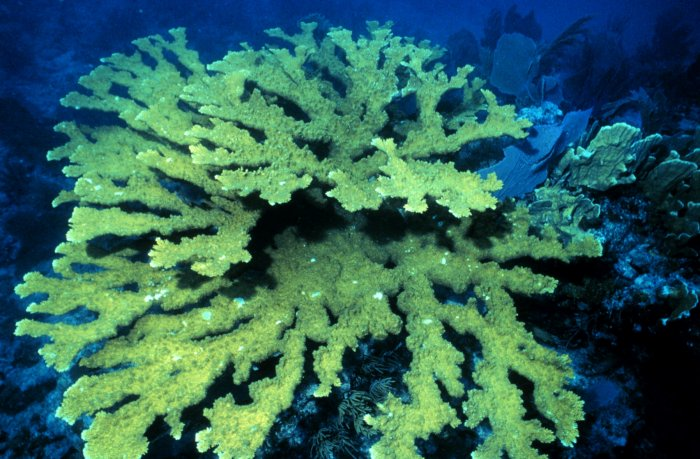
Acropora palmata, en älghornskorall.
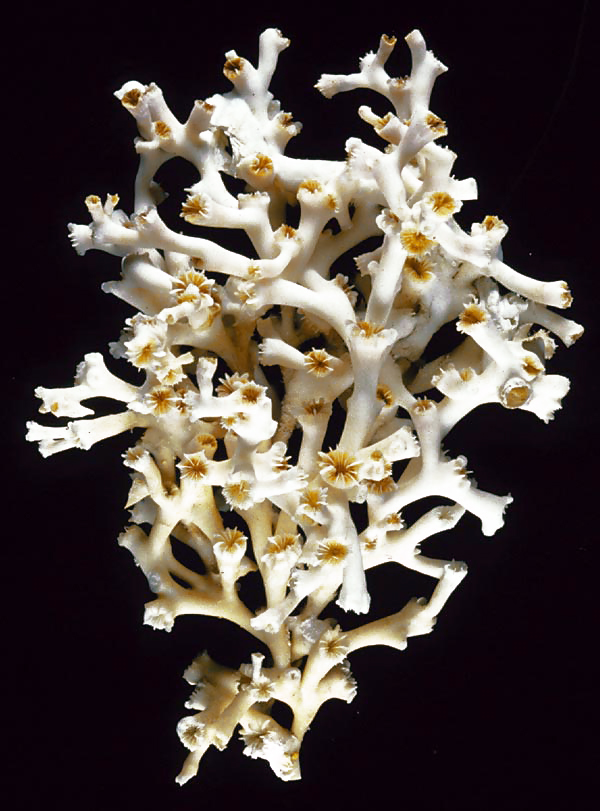
Ögonkorall.
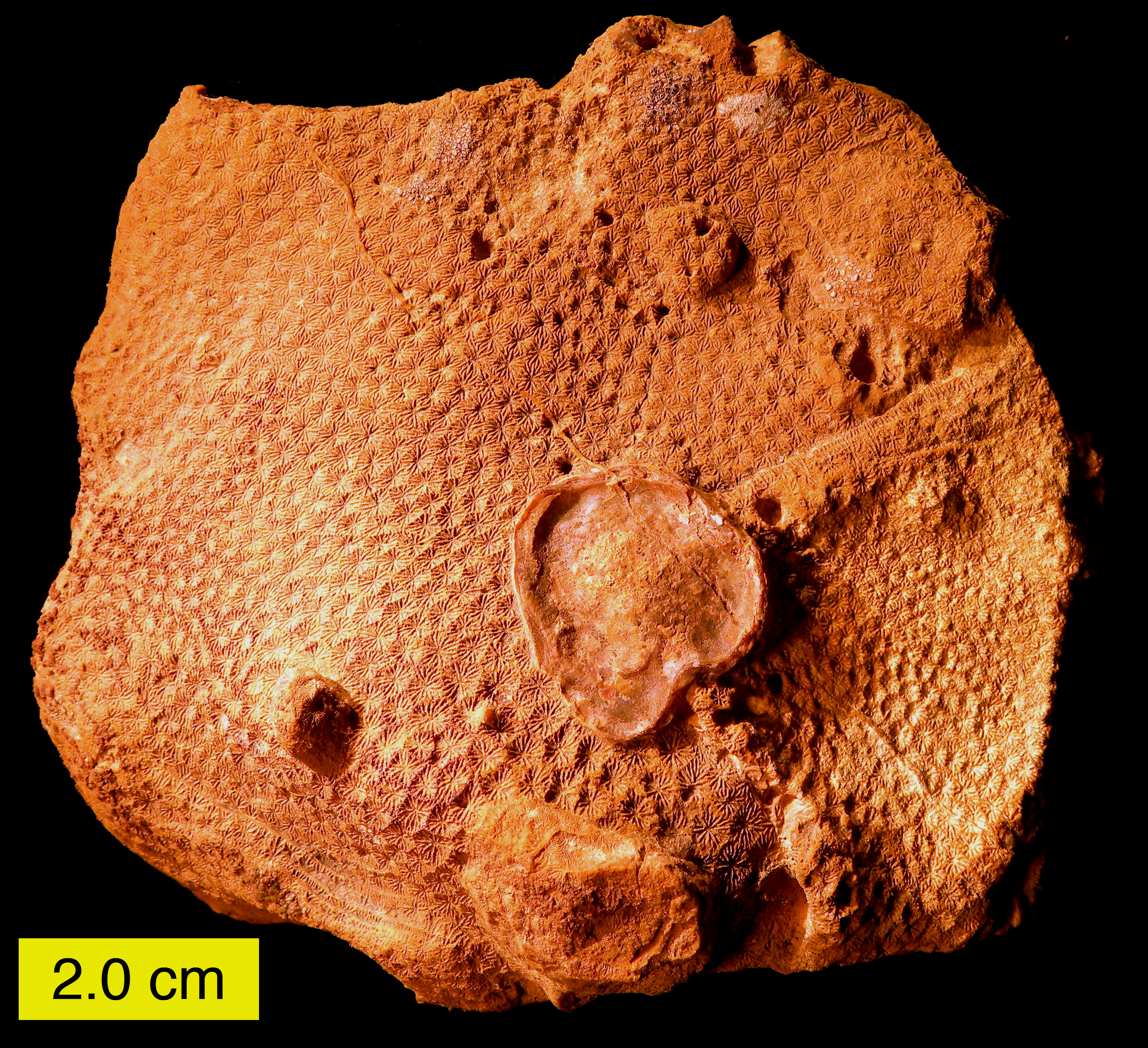
Fossil av stenkorall.